# Anna Cervató
Anna Cervató   (Catalunya, segle XVI - segle XVI) va ser una escriptora dramàtica catalana.
Va ser dama de cort de Germana de Foix, molt apreciada pel duc d'Alba, Fernando de Toledo. Va mantenir correspondència literària en llatí amb humanistes com Lucio Marineo Siculo. Va escriure l'obra De saracenorum apud Hispaniam damnis.